# 스즈키 미노루

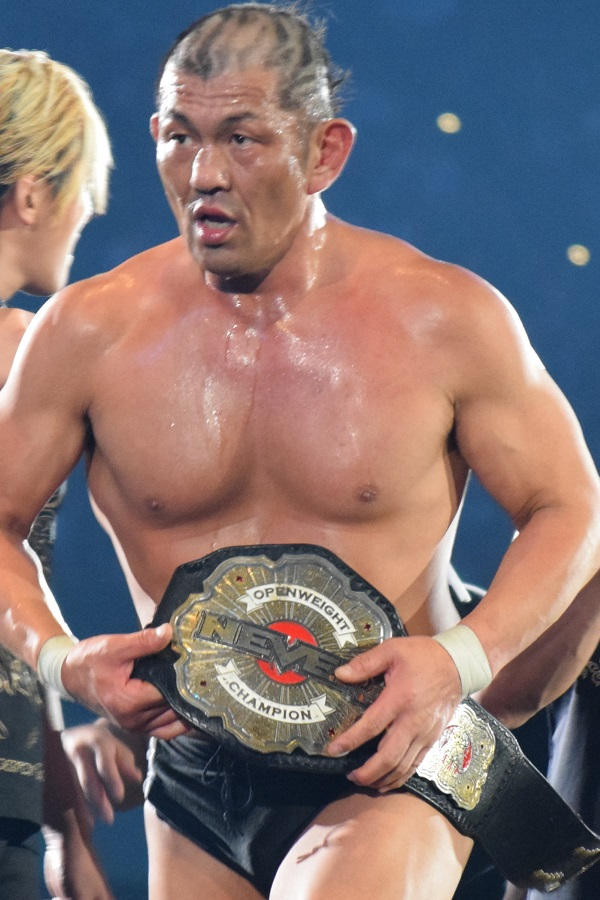
스즈키 미노루

스즈키 미노루(일본어: 鈴木 みのる, 1968년 6월 17일 ~ )는 일본의 프로레슬러 겸 종합격투기 선수이다. 요코하마시 출신. 신장 178cm, 체중 102kg. 판크라스 MISSION 소속.